# Sensitive Sources
『Sensitive Sources』（センシティブ・ソーシス）は、米倉利紀の16枚目のオリジナル・アルバム。2009年10月21日発売。

## 解説
前作『samurai quality』から2年ぶりの新作。ワーナーミュージック・ジャパンからユニバーサルシグマ移籍後初であり、唯一の作品となった。
連続リリースとなった4作の配信限定シングル「hands」（2008年7月）,「respect/disrespect」（2008年8月）,「one love -no question-」（2008年10月）,「superwoman/superman」（2009年3月）を含む全10曲。

## 制作
本作は編曲家の柿崎洋一郎が6曲、ツアーバンドのキーボーディストの佐藤真吾が3曲、ツアーバンドのベーシストの山田裕之が1曲、それぞれ編曲を担当している。

## 収録曲
全作詞・作曲：米倉利徳
編曲：柿崎洋一郎（3,4,6,7,9,10）佐藤真吾（1,5,8）山田裕之（2）
1. that's enough
2. superwoman/superman
3. characteristics
4. love story
5. あたし
6. one love -no question-
7. hands
8. bacio
9. respect/disrespect
10. one last